# 壽元寺
壽元寺（じゅげんじ）は、愛知県名古屋市東区東桜二丁目にある日蓮宗の寺院。

## 概要
山号は栓量山。旧本山は大本山本圀寺（六条門流）。莚師法縁（隆源会）。
慧照院日奉が開基。元和8年4月21日創立。本圀寺の勢力は同時期に尾張国清須において多くの寺院を建立している。京都本圀寺の末寺として、惠日山長照寺の名称で清須にあったが、慶長15年に現在地に移転した。元禄7年に壽元寺と名を改め、文化文政期に本堂や庫裏が建て直された。しかし、1891年（明治24年）の震災で被災、後に再建された。
本堂については名古屋大空襲により焼失。戦後は同所において再建されず、復興土地区画整理事業による道路用地にかかったため、含笑寺・法華寺の墓所が所在した土地を購入し、移転再建された。